# Eiswelt Stuttgart

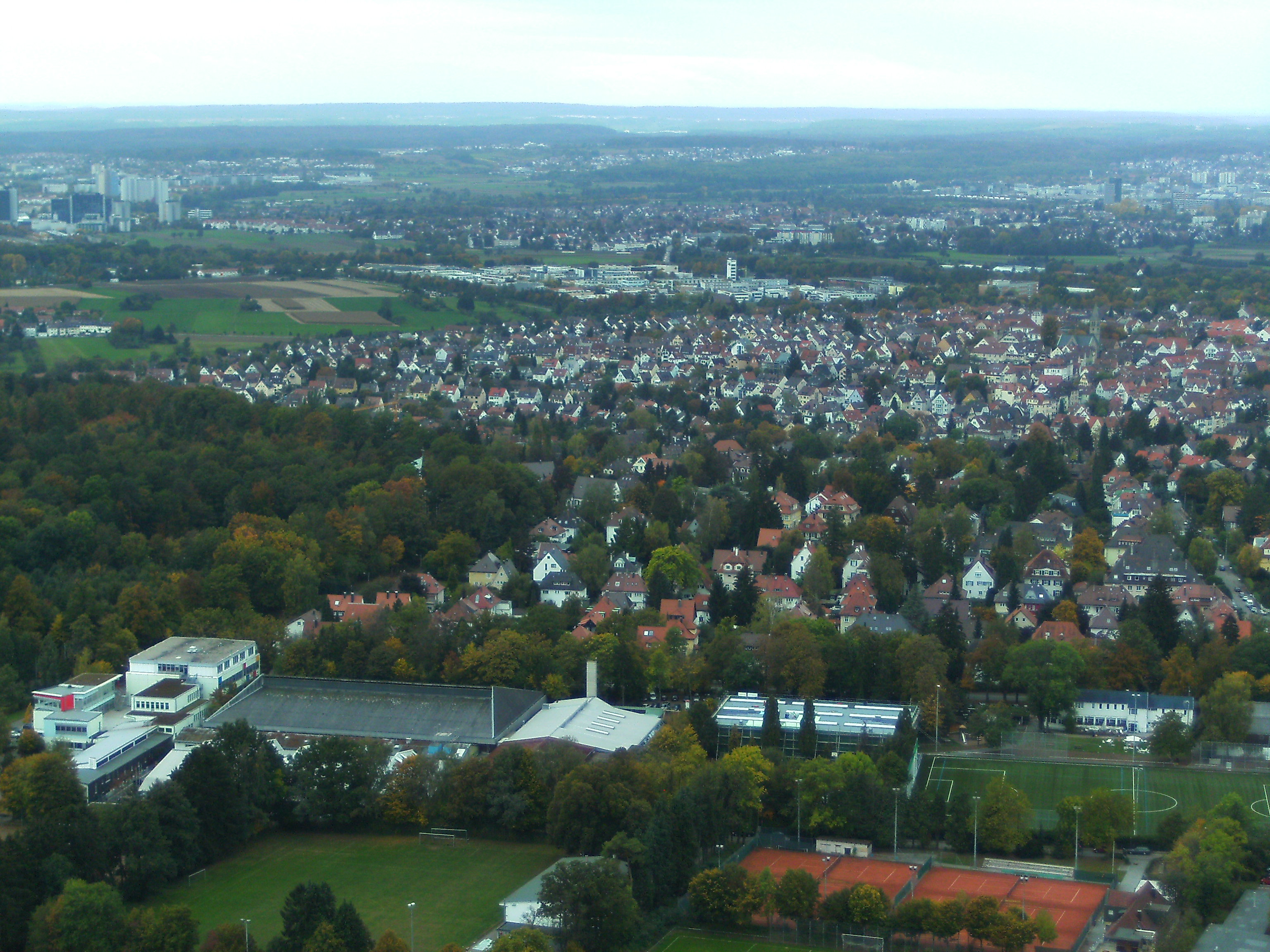
Das Sportzentrum Waldau mit der Eiswelt Stuttgart im Vordergrund

Die Eiswelt Stuttgart (bis 2011 Eissportzentrum Waldau) ist ein Eisstadion auf der Waldau im Stadtbezirk Stuttgart-Degerloch und ist u. a. die Heimat des liga-aktiven Eishockeyvereins Stuttgarter EC, mit den Rebels, sowie des Stuttgarter Eishockey Traditionsvereins e.V. mit der Ehemaligenmannschaft, den Waldau Old Boyz. Auch die United Angels als Kunstlaufformation und viele ambitionierte Eiskunstläufer sind hier beheimatet.

## Geschichte
Das Eissportzentrum auf der Waldau wurde 1961 durch den TEC Waldau als Freiluftbahn gebaut und am 6. Dezember 1962 von der Stadt Stuttgart übernommen.
Im Jahr 1977 wurde sie überdacht und 2011 umfangreich saniert. Sie fasst seit dem Umbau 2011 1750 Zuschauer.
Im Jahr 1967 wurde eine zweite Halle als Freiluftfläche gebaut und 1983 überdacht. Diese Halle wird insbesondere als Trainingshalle genutzt. Beide Hallen werden täglich genutzt.

## Nutzung

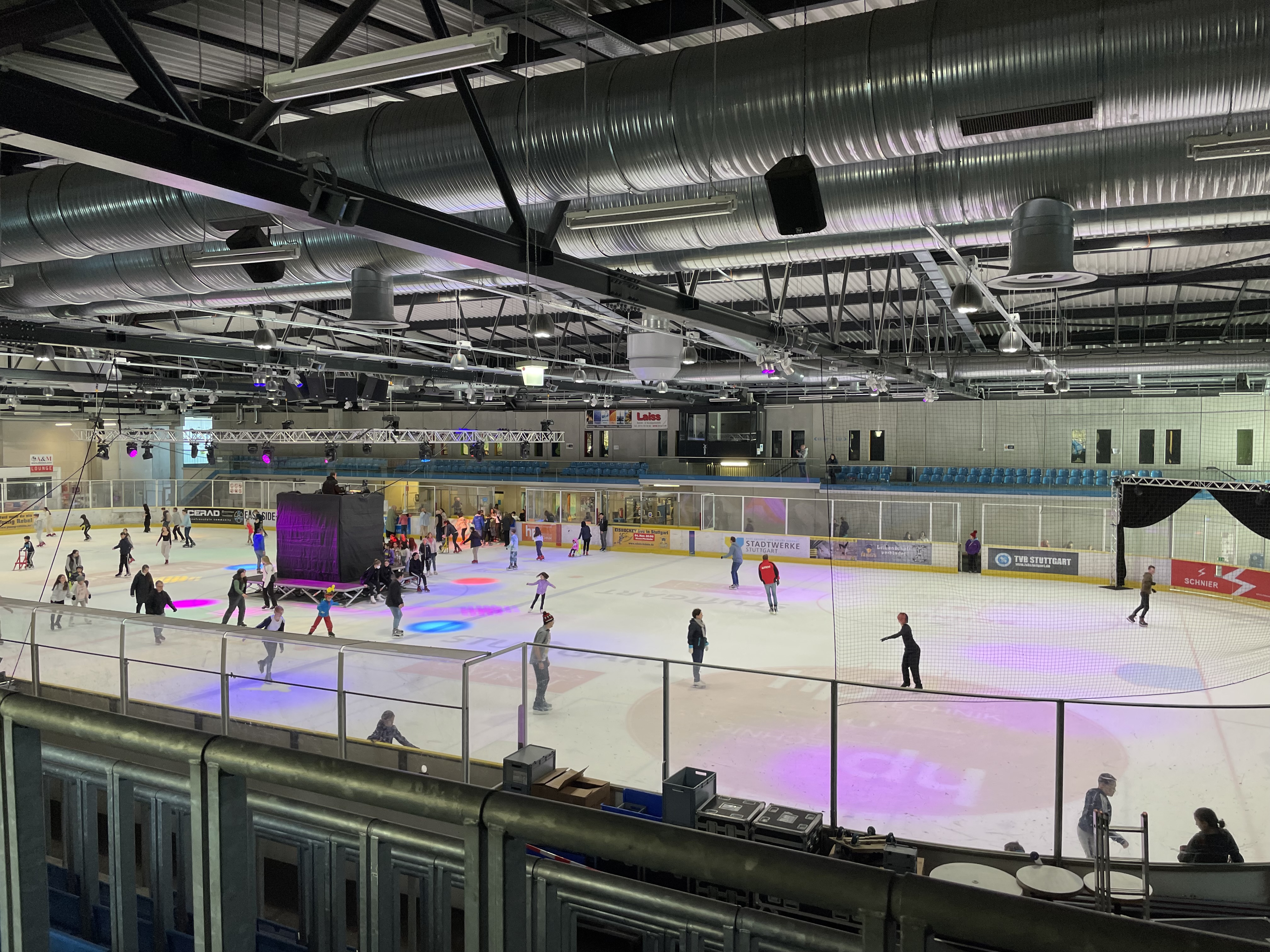
Halle 1 am Tag der offenen Tür 2022. Tribünenansicht.

Pro Saison kommen über 100.000 Schlittschuhläufer ins Eissportzentrum. Derzeit sind die beiden Hallen Heimat
- der Stuttgart Rebels aus der Oberliga Süd
- von sechs Nachwuchs-Eishockeymannschaften,
- von drei Eiskunstlaufvereinen (TEC-Waldau Stuttgart; tus Stuttgart Eissport; Stuttgarter ERC),
- einer Eistanzabteilung (des TEC-Waldau) und
- von zwei Eisstockschützenabteilungen.

## Kritik
Der Bund Naturschutz kritisiert 2013, dass die Eiswelt auch bei Außentemperaturen von ca. 15° Celsius öffnet. Die Stadt Stuttgart rechtfertigt die Öffnung trotz nicht winterlicher Temperaturen mit der Sanierung nach modernsten energetischen Anforderungen.

## Dritte Eishalle
Die Kapazitätsgrenzen des Sportzentrums sind erreicht. Im Bürgerhaushalt 2019 erzielte der Antrag einer dritten Eishalle mit 3198 Stimmen den Platz 3. Eine Standortanalyse für die Planung sei bereits abgeschlossen.